# Marta Etura
Marta Etura Palenzuela (San Sebastián, 28 ottobre 1978) è un'attrice spagnola.

## Biografia
Figlia di un impresario e una decoratrice, sin da piccola coltiva il desiderio di lavorare come attrice, quindi, seguendo i consigli del padre, studia due anni direzione e montaggio e, in seguito, si diploma alla scuola di Cristina Rota a Madrid. Per potersi mantenere nella capitale iberica lavora come cameriera e partecipa ad alcuni spot pubblicitari.
L'esordio cinematografico avviene nel 2001 con il film Sin vergüenza. L'anno dopo partecipa al film La vida de nadie di Eduard Cortés e la sua interpretazione le vale una candidatura come miglior attrice rivelazione al Premio Goya del 2003, nomination che arriva anche nel 2006, questa volta come miglior attrice non protagonista, per aver recitato nel film drammatico Para que no me lo olvides della regista Patricia Ferreira. Nel 2007 ottiene un'altra candidatura ai Goya, questa volta come migliore attrice protagonista per la sua interpretazione in Azuloscurocasinegro. Nel 2007 debutta a teatro con Despertares y celebraciones, diretta da Cristina Rota.
Nel 2009 arriva il successo internazionale, con il film Cella 211 di Daniel Monzón, dove ha recitato insieme al suo compagno di allora, l'attore spagnolo Luis Tosar. La partecipazione a quest'ultimo film vale all'attrice basca la vittoria come miglior attrice non protagonista ai Premi Goya 2010. Nel 2011 partecipa al film fantascientifico Eva di Kike Maíllo, insieme a Daniel Brühl, e torna a recitare con Luis Tosar nel thriller Bed Time di Jaume Balagueró. Nel 2012 partecipa a The Impossible di Juan Antonio Bayona, film che racconta i drammatici eventi dello tsunami del 2004 avvenuto nell'Oceano Indiano. Dal 2017 al 2020 partecipa alla trilogia cinematografica diretta da Fernando González Molina ispirata dai romanzi di Dolores Redondo, conosciuti come la Trilogia del Baztan. 

## Vita Privata
Dal 2003 al 2012 ha avuto una relazione con l'attore Luis Tosar. Successivamente ha intrapreso una relazione con l'attore Gonzalo de Santiago e nel 2017 ha dato alla luce una bambina.

## Filmografia
- Sin vergüenza, regia di Joaquín Oristrell (2001)
- La vida de nadie, regia di Eduard Cortés (2002)
- El caballero Don Quijote, regia di Manuel Gutiérrez Aragón (2002)
- La vita che ti aspetti, (La vida que te espera), regia di Manuel Gutiérrez Aragón (2004)
- Frío sol de invierno, regia di Pablo Malo (2004)
- Entre vivir y soñar, regia di Alfonso Albacetee David Menkes(2005)
- Remake, regia di Roger Gual (2005)
- Para que no me olvides, regia di Patricia Ferreira (2005)
- Azuloscurocasinegro, regia di Daniel Sánchez Arévalo (2006)
- Casual Day, regia di Max Lemcke (2007)
- Le 13 rose (Las 13 rosas), regia di Emilio Martínez Lázaro (2007)
- Flores negras, regia di David Carreras (2009)
- Cella 211 (Celda 211), regia di Kike Maíllo (2009)
- Eva, regia di Kike Maíllo (2011)
- Bed Time (Mientras duermes), regia di Jaume Balagueró (2011)
- The Impossible, regia di Juan Antonio Bayona (2012)
- Presentimientos, regia di Santiago Tabernero (2013)
- The Last Days (Los últimos días), regia di David Pastor e Àlex Pastor (2013)
- Sexo fácil, películas tristes, regia di Alejo Flah (2014)
- Hablar, regia di Joaquín Oristrell (2015)
- L'uomo dai mille volti (El hombre de las mil caras), regia di Alberto Rodríguez (2016)
- Il guardiano invisibile (El guardián invisible), regia di Fernando González Molina (2017)
- Inciso nelle ossa (Legado en los huesos), regia di Fernando González Molina (2019)
- Offerta alla tormenta (Ofrenda a la tormenta), regia di Fernando González Molina (2020)

## Doppiatrici italiane
Nelle versioni in italiano delle opere in cui ha recitato, Marta Etura è stata doppiata da:
- Valentina Favazza in Il guardiano invisibile, Inciso nelle ossa, Offerta alla tormenta
- Federica De Bortoli in Bed Time, Cella 211
- Chiara Gioncardi in Eva
- Laura Facchin in Le 13 rose